# Craspedonta
Craspedonta es un género de escarabajos  de la familia Chrysomelidae. En 1837 Chevrolat describió el género. Contiene las siguientes especies:
- Craspedonta laotica Swietojanska & Borowiec, 2000
- Craspedonta levis Borowiec, 1993
- Craspedonta leyana (Latreille, 1807)